# Maksim Astanin
Maksim Astanin (en russe : Максим Валерьевич Астанин), né le 18 juin 1969, à Moscou, en République socialiste fédérative soviétique de Russie, est un ancien joueur de basket-ball russe. Il évolue au poste d'ailier

## Palmarès
- Finaliste du championnat d'Europe 1993